# Леді-яструб
«Ле́ді-я́струб» (англ. Ladyhawke) — американський фентезійний фільм. Номінант на премію «Оскар» за найкращий звук і за найкращий монтаж звукових ефектів (1986).

## Створення
Фільм знято за мотивами європейської легенди ХІІІ століття.

## Сюжет
Злий єпископ-чаклун наклав чари на закоханих одне в одного красуню Ізабо та лицаря Етьєна Наваро — «завжди бути разом і ніколи не бути разом»: лицар із заходом сонця до сходу перетворюється на вовка, а красуня зі сходу до заходу стає яструбом.
Лицар рятує дрібного злодія-шахрая Філіпа Ґастона «Мишеня», що стає його помічником. Злодюжка Ґастон і старий священик-п'яниця Імперіус допомагають зруйнувати магію злого чаклуна.

## Українське багатоголосе закадрове озвучення

### Студія«1+1»(1998)
Ролі озвучували: Володимир Нечепоренко, Євген Пашин та Ольга Радчук

### Телекомпанія«Новий канал»(2008)
Ролі озвучували: Євген Пашин, Павло Скороходько та Наталя Ярошенко